# Krystyna Makowska-Ławrynowicz
Krystyna Makowska-Ławrynowicz (* 16. Dezember 1947) ist eine polnische Pianistin und Musikpädagogin.
Makowska begann ihre Klavierausbildung bei Hanna Lachertowa, setzte sie am Warschauer Musiklyzeum bei Piotr Lachert fort und studierte an der Höheren Staatlichen Musikschule in Warschau bei Maria Wiłkomirska. Nach dem Abschluss setzte sie ihre Ausbildung von 1971 bis 1973 als Stipendiatin der österreichischen Regierung bei Dieter Weber an der Universität für Musik und darstellende Kunst Wien fort. Außerdem besuchte sie Meisterkurse für Klavier und Kammermusik in der Schweiz, Deutschland und Österreich.
Sie ist Preisträgerin internationaler Klavierwettbewerbe und Festivals, darunter des Robert-Schumann-Wettbewerbs Zwickau (1969), der Wiener Festwochen (1973) und des Klavierwettbewerbs des Bayerischen Rundfunks in München (1974). Sie trat als Konzertpianistin und Kammermusikerin in Deutschland, Österreich, Frankreich, Finnland, der Schweiz, Russland, den Niederlanden, Bulgarien, Jugoslawien, der Tschechoslowakei, England, der Türkei, Italien, den USA (u. a. in der Carnegie Hall) und Kuba auf und spielte zahlreiche Rundfunk-, Fernseh- und CD-Aufnahmen ein. Im Mittelpunkt ihres Interesses stehen polnische Komponisten wie Fryderyk Chopin, Stanisław Moniuszko, Karol Lipiński, Ludomir Różycki, Juliusz Zarębski, Aleksander Zarzycki, Henryk Wieniawski, Józef Wieniawski, Karol Szymanowski und Henryk Swolkień.
Seit 1973 unterrichtet Makowska an der Höheren Staatlichen Musikschule (seit 1979 Musikakademie Warschau, seit 2008 Fryderyk-Chopin-Universität für Musik), zunächst als Assistentin von Maria Wiłkomirska, dann in Jerzy Marchwińskis Abteilung für Klavierkammermusik, schließlich als Assistenzprofessorin (ab 1979), Associate Professor (ab 1990), außerordentliche (ab 1992) und ordentliche Professorin (seit 2010). Sie wirkte als Prüferin an Abschlussprüfungen der Musikakademien in Łódź, Posen und Warschau mit und war mehrfach Jurorin bei Kammermusikwettbewerben in Stalowa Wola, Koszalin und Bydgoszcz. Seit 1995 ist sie künstlerische Bildungsberaterin beim polnischen Ministerium für Kultur und Kunst.
Seit 1993 arbeitete sie mit ihrem späteren Ehemann Mirosław Ławrynowicz bei der Organisation der Musikkurse von Łańcut zusammen. Nach dessen Tod 2005 wurde sie wissenschaftliche und künstlerische Leiterin dieser Kurse. Sie ist außerdem Mitorganisatorin der Streicherakademie für Kinder in Goch bei Düsseldorf und Präsidentin der Jury des Internationalen Mirosław-Ławrynowicz-Treffens für junge Geiger in Płock. Für ihre Verdienste wurde sie u. a. mit dem Goldenen Verdienstkreuz der Republik Polen, dem Abzeichen für Verdienste um die polnische Kultur, einem Diplom des Ministers für Kultur und Nationales Erbe und der Silbernen Gloria-Artis-Medaille für kulturelle Verdienste ausgezeichnet. Auch ihre Tochter Joanna Ławrynowicz schlug eine Laufbahn als Pianistin ein.